# Alfredo Violante
Alfredo Violante (Rutigliano, 25 ottobre 1888 – Mauthausen, 24 aprile 1945) è stato un giornalista e antifascista italiano.

## Biografia
Avvocato e giornalista barese, a venticinque anni diventò caporedattore del Corriere delle Puglie e a questo giornale collaborò anche come corrispondente di guerra. Infatti fu sottotenente nella prima guerra mondiale e venne ferito, potendo tornare quindi a casa. In seguito collaborò con numerosi quotidiani e riviste tra cui La Gazzetta di Puglia, evoluzione del Corriere delle Puglie.
Nel 1921 denunciò l'assassinio del deputato socialista Giuseppe Di Vagno per mano fascista. Intanto si legò ai meridionalisti Gaetano Salvemini, Tommaso Fiore e al poeta e giornalista armeno Hrand Nazariantz che sarebbe stato incaricato di comporre il suo necrologio letto a Radio Bari.
Negli anni Venti ritornò al giornalismo con Il Nuovo Corriere. La vita del suo nuovo giornale fu molto breve; Violante fu costretto ad abbandonare la Puglia a causa delle intimidazioni e le minacce degli squadristi al soldo della polizia fascista e, nel 1926, si stabilì a Milano.  Nel capoluogo lombardo continuò a scrivere, pubblicando i propri articoli in un quindicinale chiamato «La Puglia» e poi «Terra di Puglia».
Nell'estate del 1943 entrò nella Resistenza italiana, fondò il "Partito progressista italiano Alta Italia" e un giornale clandestino, Il Progresso. Il 1º dicembre del 1943 venne arrestato, insieme a Ubaldo Brioschi, per attività sovversiva.
Violante fu dapprima detenuto nel carcere di San Vittore, poi nel campo di Fossoli, infine nel giugno del 1944 trasferito nel campo di concentramento di Mauthausen-Gusen. Venne ucciso in una camera a gas il 24 aprile del 1945.

Nipote di Alfredo Violante è il senatore Luciano Violante, già Presidente della Camera dei deputati.